# Albirex Niigata Ladies
El Albirex Niigata Ladies (アルビレックス新潟レディース) es un club de fútbol femenino japonés de la ciudad de Niigata. Fue fundado en 2002 y es la sección femenina del Albirex Niigata. Compite en la WE League, máxima categoría del fútbol femenino en Japón.

## Palmarés
| Competición nacional        | Títulos | Subcampeonatos         |
| --------------------------- | ------- | ---------------------- |
| Segunda división (1/2)      | 2006    | 2004, 2005             |
| Tercera división (1/0)      | 2003    |                        |
| Copa de la Emperatriz (0/4) |         | 2011, 2013, 2015, 2016 |